# Вульфиус, Павел Александрович (музыковед)
Павел Александрович Вульфиус (2 (15) апреля 1908, Санкт-Петербург — 1977) — российский музыковед. Сын историка Александра Вульфиуса.

## Биография
Родился в семье Александра Германовича Вульфиуса (1880—1941), преподавателя Петришуле, и Элизы Марии (Елизаветы Антоновны), урождённой Жисель-Москоло. В 1917—1924 годах учился в школе № 41 (б. Петришуле) и одновременно брал уроки игры на фортепиано у органиста церкви Святых Петра и Павла Р. К. Бертольди. В 1924 году поступил на Государственные курсы по подготовке специалистов по разряду истории музыки (позднее — Высшие государственные курсы обществоведения) при Российском институте истории искусств, которые закончил в 1930 году. Одновременно учился в Центральном музыкальном техникуме по классу контрабаса (у М. В. Кравченко) и композиции (у П. Б. Рязанова). В 1933 году поступил в аспирантуру Института истории искусств, где 23 июня 1937 года защитил диссертацию «Франц Шуберт и его песни» (научный руководитель Р. И. Грубер).
В 1927—1930 годах проходил профессиональную практику в качестве музыкального критика в журнале «Жизнь искусства», выступал с лекциями, писал программы для радио. В 1936—1938 годах преподавал на кафедре истории музыки в Ленинградской консерватории и работал в отделе музыкальной культуры и техники Государственного Эрмитажа, кандидат искусствоведения (1937).
В 1938 году был арестован и осуждён по статье 58, отбывал срок в лагере в деревне Мошево Пермской области. Затем был художественным руководителем Соликамского Дома культуры. В 1956 году вернулся в Ленинград, снова преподавал в консерватории. В 1962—1968 годах заведовал кафедрой.
Опубликовал брошюры «Гуго Вольф и его „Стихотворения Эйхендорфа“» (М., 1970), «Классические и романтические тенденции в творчестве Шуберта: на материале инструментального ансамбля» (М., 1974). Посмертно изданы книга «Франц Шуберт: Очерки жизни и творчества» (М.: Музыка, 1983. — 446 с.) и сборник «Статьи. Воспоминания. Публицистика» (Л.: Музыка. Ленинградское отделение, 1980. — 271 с.). Редактировал русский перевод книги Феликса Вайнгартнера «Советы дирижёрам», выполненный М. В. Юдиной.
По воспоминаниям учившегося у Вульфиуса музыковеда В. Г. Карцовника, Вульфиус —

один из последних представителей ушедшего в историю «немецкого» Петербурга. <…> Это был человек редкой, одухотворённой красоты, который пытался привить нам ценности старой европейской культуры.